# Adam Graczyński

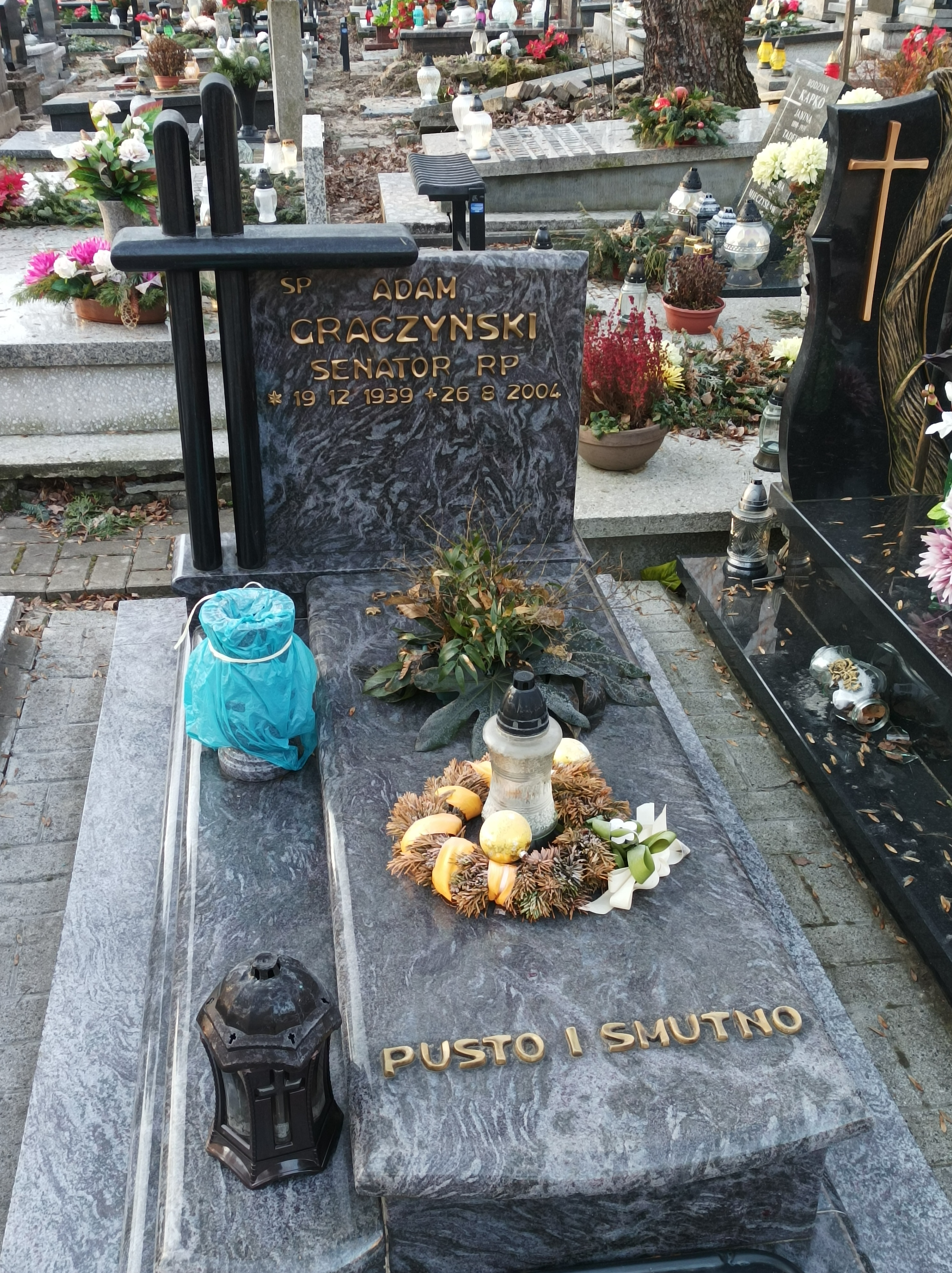
Grób Adama Graczyńskiego na cmentarzu przy ul. Francuskiej w Katowicach

Adam Graczyński (ur. 19 grudnia 1939 w Gorlicach, zm. 26 sierpnia 2004 w Mikołowie) – polski polityk, inżynier, senator IV i V kadencji Senatu.

## Życiorys
Ukończył studia na Wydziale Chemicznym Politechniki Śląskiej w Gliwicach (1962); pracował m.in. w Zakładach Tworzyw Sztucznych „Erg” w Dąbrowie Górniczej i Zakładach Tworzyw Sztucznych „Erg” w Bieruniu Starym. W latach 1985–1988 był podsekretarzem stanu (wiceministrem) w Urzędzie Postępu Naukowo-Technicznego i Wdrożeń, następnie (w latach 1989–2001) dyrektorem naczelnym Głównego Instytutu Górnictwa.
W latach 1967–1990 był członkiem Polskiej Zjednoczonej Partii Robotniczej, od 2002 należał do Sojuszu Lewicy Demokratycznej. Z ramienia tej partii zdobył mandat senatora w wyborach uzupełniających w 2000 (z byłego województwa katowickiego) przeprowadzonych po śmierci Augusta Chełkowskiego). Ponownie został wybrany do Senatu w 2001 w okręgu rybnickim. W Senacie V kadencji kierował Komisją Ochrony Środowiska. Zmarł w trakcie kadencji.
Odznaczony Krzyżem Kawalerskim i Komandorskim (1999) Orderu Odrodzenia Polski.
Pochowany na cmentarzu przy ul. Francuskiej w Katowicach.